# Dinuguan
Dinuguan é uma espécie de sarapatel da culinária das Filipinas, em que se cozinha carne, a faceira, o bofe, o fígado e as tripas dum porco acabado de matar, com o próprio sangue. A carne e a faceira, cortadas em pequenos pedaços, são salteadas em óleo e acrescenta-se vinagre e, quando este já foi absorvido pela carne, cebola, alho, gengibre e malagueta, temperando com sal e pimenta; junta-se o sangue e, se este estiver coagulado, pode passar-se num passador. Deixa-se cozer em lume brando e não se deve juntar água, a não ser que se queira uma sopa de dinuguan. Quando a carne estiver tenra, junta-se o fígado aos pedaços e deixa-se cozer mais 10 minutos. Serve-se com malagueta verde comprida cortada ao viés e cebolinho.  